# Adelin Wagner
Adelin Wagner (auch Adeline Wagner; * 6. Juli 1934 in Berlin) ist eine deutsche ehemalige Schauspielerin.

## Leben und Karriere
Geboren in Berlin, aufgewachsen in St. Ingbert bei Saarbrücken und aufs Irmengard-Klosterinternat auf der Insel Frauenchiemsee geschickt, zog es sie auch als Teenager und junge Erwachsene immer wieder an andere Orte. Zunächst wurde sie, kaum dass sie die Benediktiner-Schule 1950 verlassen hatte, „Miss München 1950“. In Rom und Mailand strebte sie dann ihr Berufsziel Dolmetscherin an. Der Österreicher Arthur Maria Rabenalt entdeckte sie schließlich für den Film. Unternehmen Schlafsack hieß die im September 1955 angelaufene Komödie. Im selben Jahr holte sie Boleslaw Barlog für ein Gast-Engagement ans Schillertheater nach Berlin. Sie blieb jedoch ohne nennenswerte Einsätze, wodurch sie sich voll und ganz auf den begonnenen Schauspielunterricht konzentrieren konnte. In die Praxis umsetzen durfte sie ihre Fertigkeiten 1956 im Film Der Mustergatte. Zwischen 1960 und 1966 folgten für die nun zur Hamburgerin gewordene weitere Film- sowie Fernsehserienrollen.
Obwohl eine gleichnamige ältere Schauspielerin durch Heirat mit dem Drehbuchautor Alfred H. Jacob zwischenzeitlich zu Adelin Jacob geworden war, verwendete Wagner parallel die Vornamensform „Adeline“. Auf Autogrammkarten blieb sie jedoch stets „Adelin Wagner“.

## Filmografie
- 1955: Unternehmen Schlafsack
- 1956: Der Mustergatte
- 1960: Anonima Cocottes
- 1960: Schlußakkord
- 1961: Eine hübscher als die andere
- 1961: Immer wenn es Nacht wird
- 1961: Riviera-Story
- 1961: Gestatten, mein Name ist Cox (Fernsehserie, 1. Staffel)
- 1962: Kohlhiesels Töchter
- 1963: Die Dreigroschenoper
- 1963: Im singenden Rößl am Königssee
- 1964: Tonio Kröger
- 1964: Heirate mich, Chéri
- 1965: Die Herren
- 1965: Ich suche einen Mann
- 1965: Gestatten, mein Name ist Cox: 1000 Pfund suchen einen Täter
- 1966: Im Nest der gelben Viper (F.B.I. operazione vipera gialla)
- 1966: Gepäckfach 454 (Episode der Fernsehserie Intercontinental Express)